# 小行星3517
小行星3517（英語：3517 Tatianicheva）是一颗围绕太阳公转的小行星。1976年9月24日，尼古拉·切爾尼赫在克里米亚发现了此天体。
这颗小行星的绝对星等为182.4559625085593等。